# Мар'їне Село
Мар'їне Село (рос. Марьино Село) — присілок Бокситогорського району Ленінградської області Росії. Входить до складу Подборовського сільського поселення.
Населення — 19 осіб (2012 рік). 